# Khalid Boulahrouz
Khalid Boulahrouz (Maassluis, 28 de desembre de 1981) és un exfutbolista professional neerlandès, que ocupava la posició de defensa. És descendent d'amazics rifenys.

## Trajectòria
Després de passar per les categories inferiors d'equips com l'Ajax d'Amsterdam, HFC Haarlem o AZ Alkmaar, inicia la seua carrera professional amb el RKC Waalwijk, amb qui debuta a l'Eredivisie al març del 2002.
La temporada 04/05 fitxa per l'Hamburg, on esdevé peça clau de la defensa alemanya, la qual seria una de les menys golejades del campionat: la temporada 05/06, només 30 gols en 34 partits.
L'agost del 2006, el Chelsea FC el fitxa per 12 milions d'euros. Tot i començar de titular al club anglés, a poc a poc perd eixa condició, a la vegada que pateix diverses lesions. La temporada 07/08 és cedit al Sevilla FC, on tan sols disputa sis partits. Prompte retorna a Londres, quedant sense dorsal.
Al mes de juliol de 2008, el neerlandès marxa al VfB Stuttgart per 5 milions d'euros.

## Selecció
Boulahrouz ha estat internacional amb els Països Baixos en 35 ocasions. Hi va participar en el Mundial del 2006, en el qual va ser expulsat en el partit de vuitens contra Portugal, un encontre en el qual es van mostrar 16 targetes grogues i 4 de roges, un rècord en els Mundials de futbol.
També va estar present a l'Eurocopa de 2008.